# Thomas Smuszynski
Thomas Smuszynski, znany pod pseudonimem artystycznym Bodo (ur. 26 lipca 1963) – niemiecki basista heavymetalowy. Najbardziej znany jest jako basista heavy/powermetalowej grupy Running Wild, w której występował w latach 1992–2000. Był także członkiem grupy U.D.O., w której występował znany z grupy Accept, Udo Dirkschneider. Po nagraniu trzech płyt opuścił zespół. Współpracował ponadto z niemieckim gitarzystą Axelem Rudi Pellem. Obecnie występuje z zespołem Bourbon $treet.

## Dyskografia
Running Wild
- Pile of Skulls (1992)
- Black Hand Inn (1994)
- Masquerade (1995)
- The Rivalry (1998)
- Victory (2000)

U.D.O.
- Mean Machine (1989)
- Faceless World (1990)
- Timebomb (1991)

Axel Rudi Pell
- Wild Obsession (1989)

Darxon
- No Thrills (1987)